# Аусекліс Баушкеніекс
Аусекліс Баушкеніекс (латис. Auseklis Baušķenieks; *25 серпня 1910, Єлгава, Російська імперія — †13 січня 2007, Рига) — латвійський художник. Член організації Спілки художників СРСР.

## Біографія
У 1930-1933 навчався на архітектурному факультеті Латвійського університету, проявляв інтерес до образотворчого мистецтва. У 1942 закінчив майстерню фігурного живопису під керівництвом професора Гедертса Еліаса і отримав диплом художника. у 1956 в нього народжується син Інгус Баушкеніекс. З 1958 бере участь у виставках (в 1975, 1980 — персональні виставки в Ризі).

## Творчість
Баушкеніекс працював, головним чином, в області побутового жанру, широко використовував елементи сатири і гротеску в своїх гостросюжетних композиціях. Писав портрети.
Мав своєрідний стиль, в якому відображено сюрреалізм і наївна художня стилістика, яка заснована на традиційній техніці пуантилізму (мазки-точки) з характерним для таких художників делікатним колоритом пастелі, тільки пуантилісти часів постімпресіонізму прагнули домогтися цим якоїсь правди зображення, а у Баушкеніекса, який вважав себе реалістом, це засіб додання реальній основі відтінку ірреальності, казковості і міфічності.
Протягом життя його роботи виставлялися в Латвії, Литві, Німеччині, Росії, США, Франції та Австралії. Картини художника також знаходяться в приватних колекціях, в Латвії та за кордоном.
Баушкеніекс брав активну участь у створенні типографічних плакатів.